# Tennistoernooi van Båstad 2021
|                                              |  |                                    |
| Nuria Párrizas Díaz, winnares bij de vrouwen |  | Casper Ruud, winnaar bij de mannen |

Het tennistoernooi van Båstad van 2021 werd van 5 tot en met 18 juli 2021 gespeeld op de gravelbanen van het Båstad Tennisstadion in de Zweedse plaats Båstad. De officiële naam van het toernooi was Nordea Open.
Het toernooi bestond uit twee delen:
- WTA-toernooi van Båstad 2021, het toernooi voor de vrouwen (5–10 juli)
- ATP-toernooi van Båstad 2021, het toernooi voor de mannen (11–18 juli)

## Toernooikalender
| WTA               | juli 2021 | juli 2021 | juli 2021 | juli 2021   | juli 2021    | juli 2021 |
| WTA               | maa 5     | din 6     | woe 7     | don 8       | vrĳ 9        | zat 10    |
| ----------------- | --------- | --------- | --------- | ----------- | ------------ | --------- |
| vrouwenenkelspel  | 1e ronde  | 1e ronde  | 2e ronde  | kwartfinale | halve finale | finale    |
| vrouwendubbelspel | 1e ronde  | 1e ronde  | 1e ronde  | 2e ronde    | halve finale | finale    |

| ATP              | juli 2021 | juli 2021 | juli 2021 | juli 2021 | juli 2021 | juli 2021    | juli 2021    | juli 2021 |
| ATP              | zon 11    | maa 12    | din 13    | woe 14    | don 15    | vrĳ 16       | zat 17       | zon 18    |
| ---------------- | --------- | --------- | --------- | --------- | --------- | ------------ | ------------ | --------- |
| mannenenkelspel  | 1e ronde  | 1e ronde  | 1e ronde  | 2e ronde  | 2e ronde  | kwartfinale  | halve finale | finale    |
| mannendubbelspel | 1e ronde  | 1e ronde  | 1e ronde  | 2e ronde  |           | halve finale | halve finale | finale    |

ATP-toernooi van Båstad‎ – WTA-toernooi van Båstad

2009 · 2010 · 2011 · 2012 · 2013 · 2014 · 2015 · 2016 · 2017 · 2018 · 2019 · 2020 · 2021 · 2022 · 2023 · 2024